# Vădurele (gmina Alexandru cel Bun)
Vădurele – wieś w Rumunii, w okręgu Neamț, w gminie Alexandru cel Bun. W 2011 roku liczyła 1085 mieszkańców.